# C20H27NO
化学式C20H27NO（摩尔质量：297.44 g/mol）可以指：
- 赛克罗酚，CAS号：4163-15-9
- 去甲基美沙醇，CAS号：38455-85-5
- 三环苄胺，CAS号：58313-74-9

|  | 这个同类索引页列出了具有相同分子式的化学物（即同分異構體）条目。 除非您是有意链接至本页，否则应将相应条目的内部链接指向正确的条目。 |